# Peter Alexander
Peter Alexander, właściwie Peter Alexander Ferdinand Maximilian Neumayer (ur. 30 czerwca 1926 w Wiedniu, zm. 12 lutego 2011 tamże) – austriacki aktor i piosenkarz.

## Życiorys
W czasie II wojny światowej, jako nastolatek, służył w Luftwaffe, a później w Kriegsmarine. Został wzięty do niewoli przez wojska brytyjskie w 1945 roku. W latach 1946–1948 studiował w szkole teatralnej Max Reinhardt Seminar w Wiedniu. Po ukończeniu studiów rozpoczął karierę aktorską. Występował w popularnych komediach filmowych i nagrał wiele przebojów, również z operetkowego repertuaru. Później prowadził też z uznaniem programy telewizyjne, między innymi Peter Alexander Show (1963–1996) do którego zapraszał międzynarodowe gwiazdy, jak: Liza Minnelli, Mireille Mathieu, Tom Jones, Karel Gott czy Johnny Cash. 

## Filmografia (wybór)
- 1948: Der Engel mit der Posaune
- 1953: Salto Mortale
- 1955: Liebe, Tanz und 1000 Schlager
- 1956: Bonjour Kathrin
- 1957: Liebe, Jazz und Übermut
- 1958: Münchhausen in Afrika
- 1958: So ein Millionär hat′s schwer
- 1959: Peter Schießt den Vogel ab
- 1959: Ich bin kein Casanova
- 1960: Ich zähle täglich meine Sorgen
- 1962: Hochzeitsnacht im Paradies

## Odznaczenia
- 1974 – Krzyż Honorowy I Klasy za Naukę i Sztukę[2]
- 1985 – Odznaka Honorowa za Naukę i Sztukę[2]